# Рущани
Рущани (пол. Ruszczany) — село в Польщі, у гміні Хорощ Білостоцького повіту Підляського воєводства.
Населення — 151 особа (2011).
У 1975-1998 роках село належало до Білостоцького воєводства.

## Демографія
Демографічна структура станом на 31 березня 2011 року:
|          | Загалом | Допрацездатний вік | Працездатний вік | Постпрацездатний вік |
| -------- | ------- | ------------------ | ---------------- | -------------------- |
| Чоловіки | 88      | 11                 | 65               | 12                   |
| Жінки    | 63      | 8                  | 36               | 19                   |
| Разом    | 151     | 19                 | 101              | 31                   |